# 고련
고련(高連, ?~?)은 고구려의 왕자이다.

## 생애
보장왕의 아들이자, 고구려의 왕자인 그는 고구려가 멸망한 뒤 당나라에서 운위장군우표도대장군안동도호(雲麾將軍 右豹韜大將軍 安東都護)를 지냈다.